# Sorbus sudetica
Espèce
Sorbus sudetica est une espèce de plantes à fleurs de la famille des Rosacées.

## Description
C'est une plante arbustive.